# Westelijke Karpaten
De Westelijke Karpaten (Slowaaks: Západné Karpaty, Tsjechisch: Západní Karpaty, Pools: Karpaty Zachodnie) maken deel uit van de Karpaten. De Westelijke Karpaten omvatten het grootste deel van Slowakije en enkele aangrenzende gebieden in het noordoosten van Oostenrijk, het oosten van Tsjechië, het zuidoosten van Polen en het noorden van Hongarije.
De grens met de Oostelijke Karpaten loopt in het noordoosten van Slowakije ongeveer langs de lijn Bardejov – Michalovce. De De Dukla-pas (sk: Dukliansky priesmyk, pl: Przelecz Dukielska) wordt beschouwd als de grens tussen de twee delen van het gebergte.
Het hoogste deel van de Westelijke Karpaten, en de gehele Karpaten, is de Tatra met als hoogste punt de Gerlachovský štít (2655 m boven zeeniveau).
De Westelijke Karpaten worden verdeeld in de Buitenste Westelijke Karpaten en de Binnenste Westelijke Karpaten.
De (buitenste) Westelijke Karpaten omvatten ook een reeks bergketens die Beskiden of Woudkarpaten worden genoemd. De lage Beskiden (Slowaaks: Nízke Beskydy, Pools: Beskid Niski) in het oosten van Slowakije en in Polen behoren echter al tot de (buitenste) Oostelijke Karpaten. Bijna alle Karpaten in Polen dragen de naam Beskiden, maar sommige delen van het gebergte in Tsjechië (bijv. Moravskoslezské Beskydy), Slowakije (bijv. Nízke Beskydy) en Oekraïne dragen die naam ook.

## Belangrijkste bergketens
De Westelijke Karpaten worden gekenmerkt door een zeer wisselend reliëf. Ze bestaan uit talloze kleine bergketens met veel dalen.
In de literatuur en op kaarten wordt niet overal dezelfde indeling in afzonderlijke bergketens gebruikt. Dit speelt vooral in het Slowaaks-Poolse grensgebied, waar wordt betwist of sommige bergketens aan de zuidkant van de Westelijke Karpaten bij de Karpaten horen.

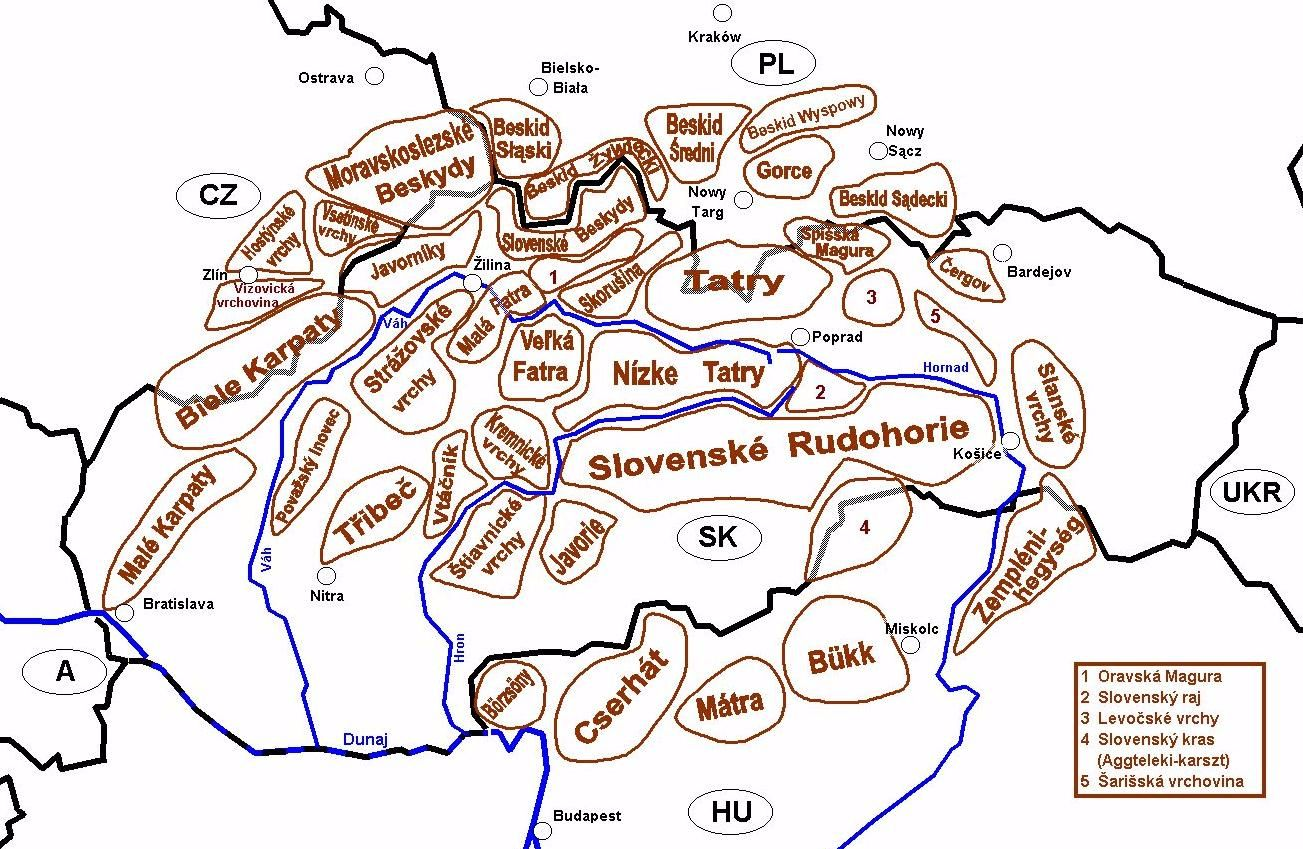
Gebergten van de Westelijke Karpaten

De belangrijkste ketens van west naar oost zijn (met hoogste punt):
Binnenste Westelijke Karpaten

Kleine Karpaten (Slowaaks: Malé Karpaty) – Záruby, 767 m
Inovec (Slowaaks: Považský Inovec) – Inovec, 1041 m
Tríbeč – Veľký Tríbeč, 829 m
Vogelgebergte (Slowaaks: Vtáčnik) – Vtáčnik, 1346 m
Strážovské vrchy – Strážov, 1213 m
Kremnicagebergte (Slowaaks: Kremnické vrchy) – Flochova, 1318 m
Štiavnickégebergte (Slowaaks: Štiavnické vrchy) – Sitno, 1009 m
Kleine Fatra (Slowaaks: Malá Fatra) – Veľký Kriváň, 1709 m
Grote Fatra (Slowaaks: Veľká Fatra) – Ostredok, 1592 m
Lage Tatra (Slowaaks: Nízke Tatry) – Ďumbier, 2045 m
Tatra (gebergte) met de subgebergten:
Westelijke Tatra (Slowaaks: Zapadné Tatry) – Bystrá, 2248 m
Hoge Tatra (Slowaaks: Vysoké Tatry) – Gerlachovský štít, 2655 m
Belianske Tatra (Slowaaks: Belianske Tatry) – Havran, 2152 m
Slowaaks Ertsgebergte (Slowaaks: Slovenské Rudohorie) – Stolica, 1476 m
Mátra - Kekes, 1015 m
Bükk – Istállós-kő, 959 m
Spišská Magura – Repisko, 1259 m
Slowaaks Paradijs (Slowaaks: Slovenský raj ) – Havrania skala, 1153 m
Levočskégebergte (Slowaaks: Levočské vrchy) – Čierna hora, 1290 m
Čergov – Minčol, 1157 m
Buitenste Westelijke Karpaten
Witte Karpaten (Slowaaks: Biele Karpaty) – Velká Javořina, 970 m
Moravisch-Silezische Beskiden (Tsjechisch: Moravskoslezské Beskydy) – Lysá hora, 1323 m
Javorníky – Veľký Javorník, 1071 m
Slowaakse Beskiden (Slowaaks: Slovenské Beskydy), met de subgebergten:
Kysucké Beskydy – Veľká Rača, 1236 m
Oravské Beskydy – Babia hora, 1725 m
Żywiecki Beskiden (Pools: Beskid Żywiecki), gedeeltelijk identiek aan de Slowaakse Beskiden - Babia Góra, 1725 m
Oravská Magura – Minčol, 1396 m
Middelste Beskiden (Pools: Beskid Średni) – Lubomir, 912 m
Eilandbeskiden (Pools: Beskid Wyspowy) – Mogielica, 1171 m
Gorce – Turbacz, 1311 m
Sądecki Beskiden (Pools: Beskid Sądecki) – Radziejowa, 1262 m

## Roemenië
In Roemenië wordt voor het Banaatgebergte, het Poiana Ruscăgebergte en het Apusenigebergte op de grens met Hongarije en Servië de benaming de Westelijke Karpaten (Carpaţii Occidentali)  gebruikt.

## Fotogalerij

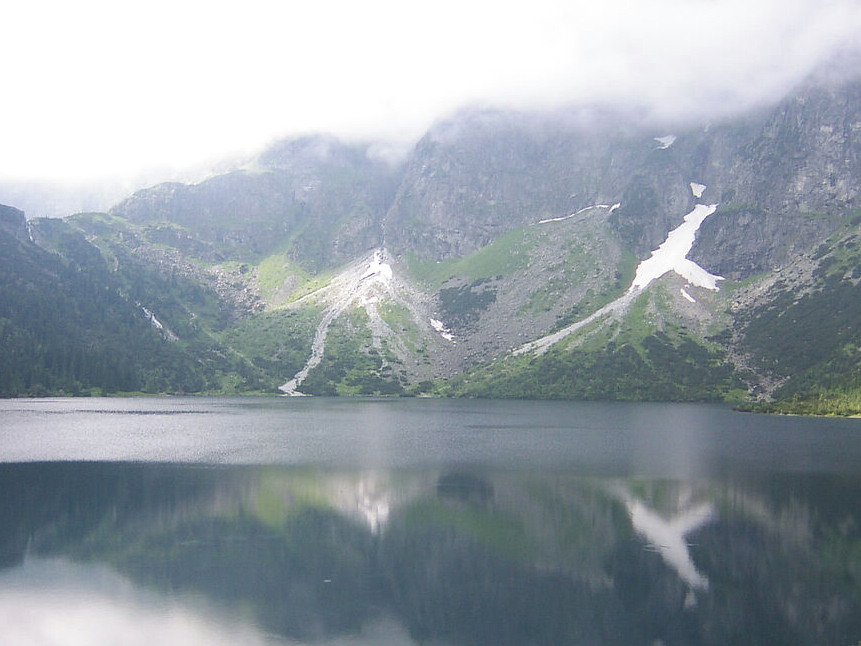
Tatra, Westelijke Karpaten, Polen
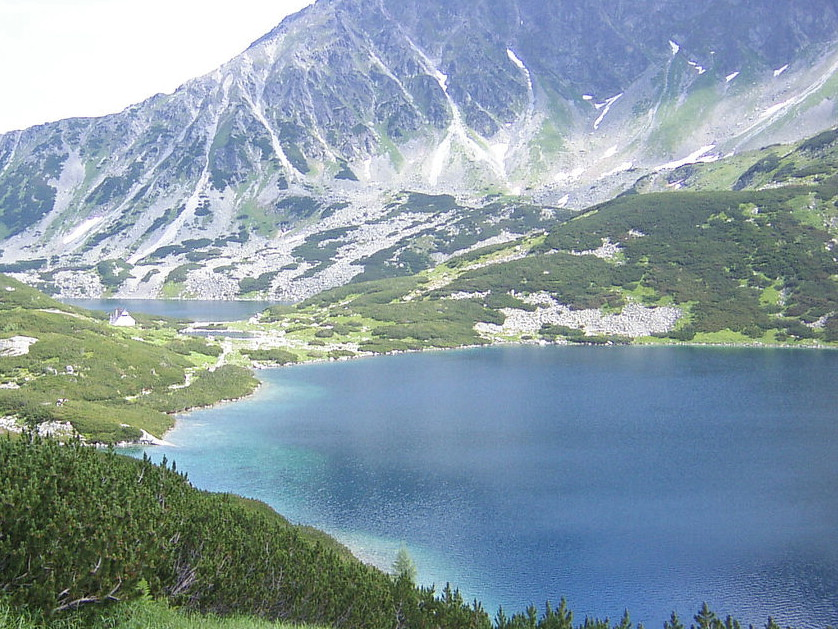
Tatra, Westelijke Karpaten, Polen
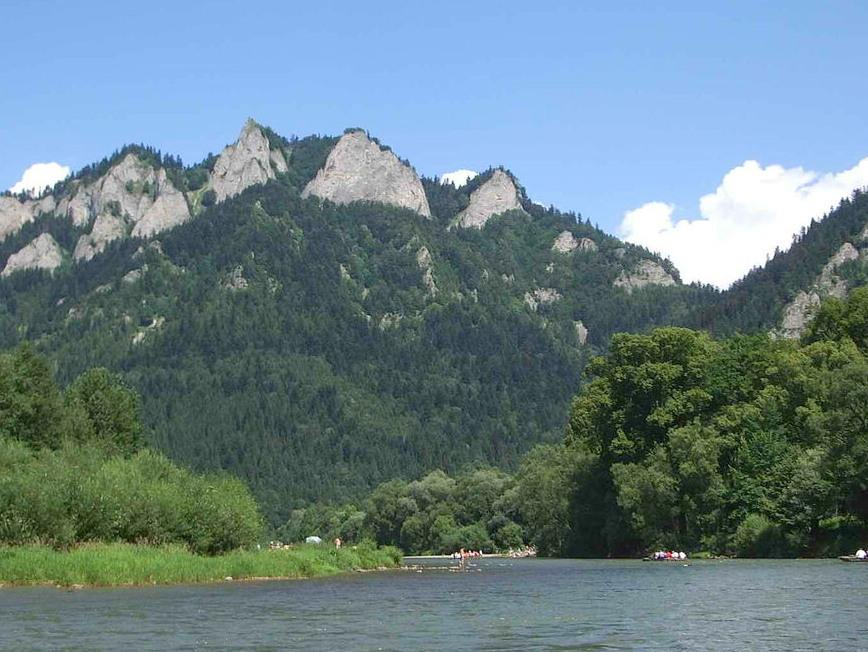
De "Drie Kronen"-piek in de Pieniny en de rivier de Dunajec, Westelijke Karpaten, Polen
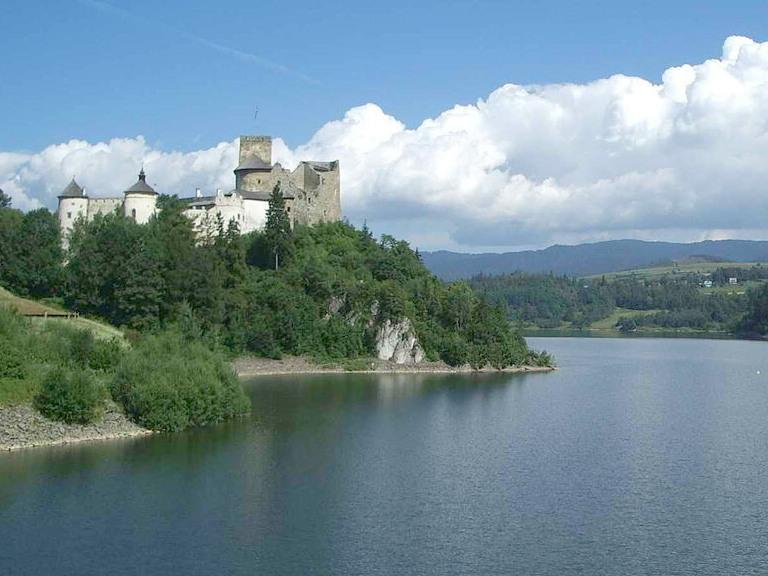
Westelijke Karpaten: de burcht Niedzica aan de Dunajec, Polen

- Gemeinsame Normdatei: 4079234-1
- Nationale Bibliotheek van Tsjechië: ge131476